# Schleuse Steinhavel
Die Schleuse Steinhavel befindet sich bei Kilometer 64,60 der Oberen Havel-Wasserstraße im Ortsteil Steinförde nordwestlich von Fürstenberg/Havel im Landkreis Oberhavel. Die Schleuse liegt in der sogenannten Steinhavel, einem wenig verbauten Abschnitt der Havel zwischen Menowsee und Röblinsee.

## Geschichte
1350 wurde erstmals eine Wassermühle an der namensgebenden „steinigen Furth“ der Havel erwähnt. Im 15. und 16. Jahrhundert wurden hier Graupen- und Ölmühlen betrieben.
1840 wurde die Steinhavel schiffbar gemacht und die erste Schleuse gebaut, neben der Schleuse wurden die noch heute erhaltenen Mühlengebäude errichtet. 1953 wurde der damalige Müller enteignet und die Mühle in Volkseigentum überführt. 1992 wurde die Mühle an die ehemaligen Besitzer restituiert. Ab 2008 wird das Mühlengebäude saniert.

## Sperrung und Neubau
Die Schleuse Steinhavel in Müritz-Havel-Wasserstraße, die Berlin und die Müritz verbindet, war seit September 2021 gesperrt. Die Schleuse wurde komplett erneuert und verbreitert. Am 27. Mai 2022 wurde die Schleuse nach Neubau freigegeben.

## Tourismus
Da die Obere Havel-Wasserstraße von Frachtschiffen nicht mehr genutzt und nur von wenigen kleinen Fahrgastschiffen befahren wird, entwickelte sie sich zu einem beliebten Revier für Sportboote aller Größen und Klassen.

## Karten
- Folke Stender: Redaktion Sportschifffahrtskarten Binnen 1. Nautische Veröffentlichung Verlagsgesellschaft, ISBN 3-926376-10-4.
- W. Ciesla, H. Czesienski, W. Schlomm, K. Senzel, D. Weidner: Schiffahrtskarten der Binnenwasserstraßen der Deutschen Demokratischen Republik 1:10.000. Band 4. Herausgeber: Wasserstraßenaufsichtsamt der DDR, Berlin 1988, OCLC 830889996.